# ラムズイヤー
ラムズイヤー（lamb's-ear、学名：Stachys byzantina）はトルコ・アルメニア・イラン原産のシソ科イヌゴマ属の種である。和名はワタチョロギ。英名は「子羊の耳」という意味。

## 参考文献

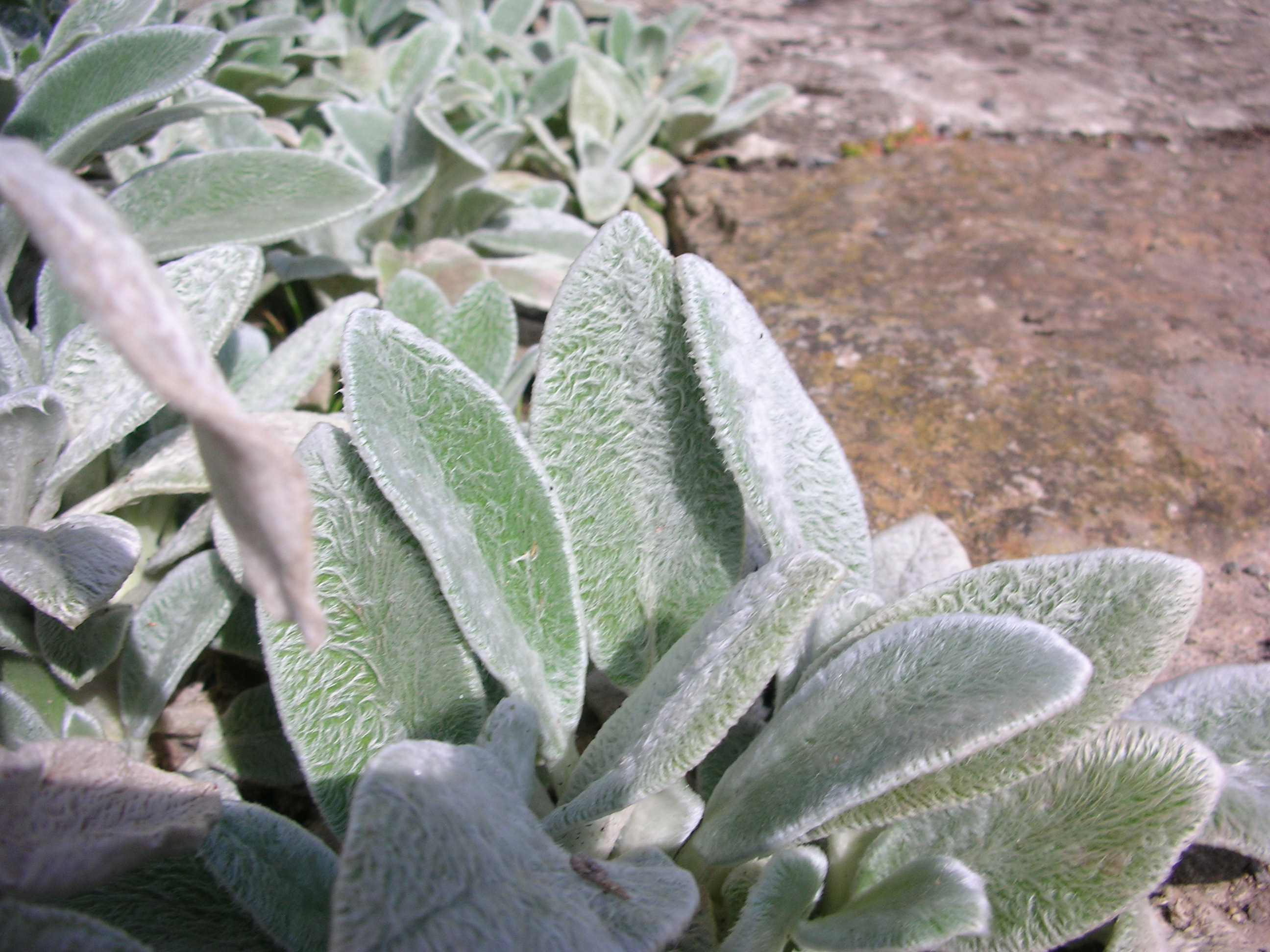
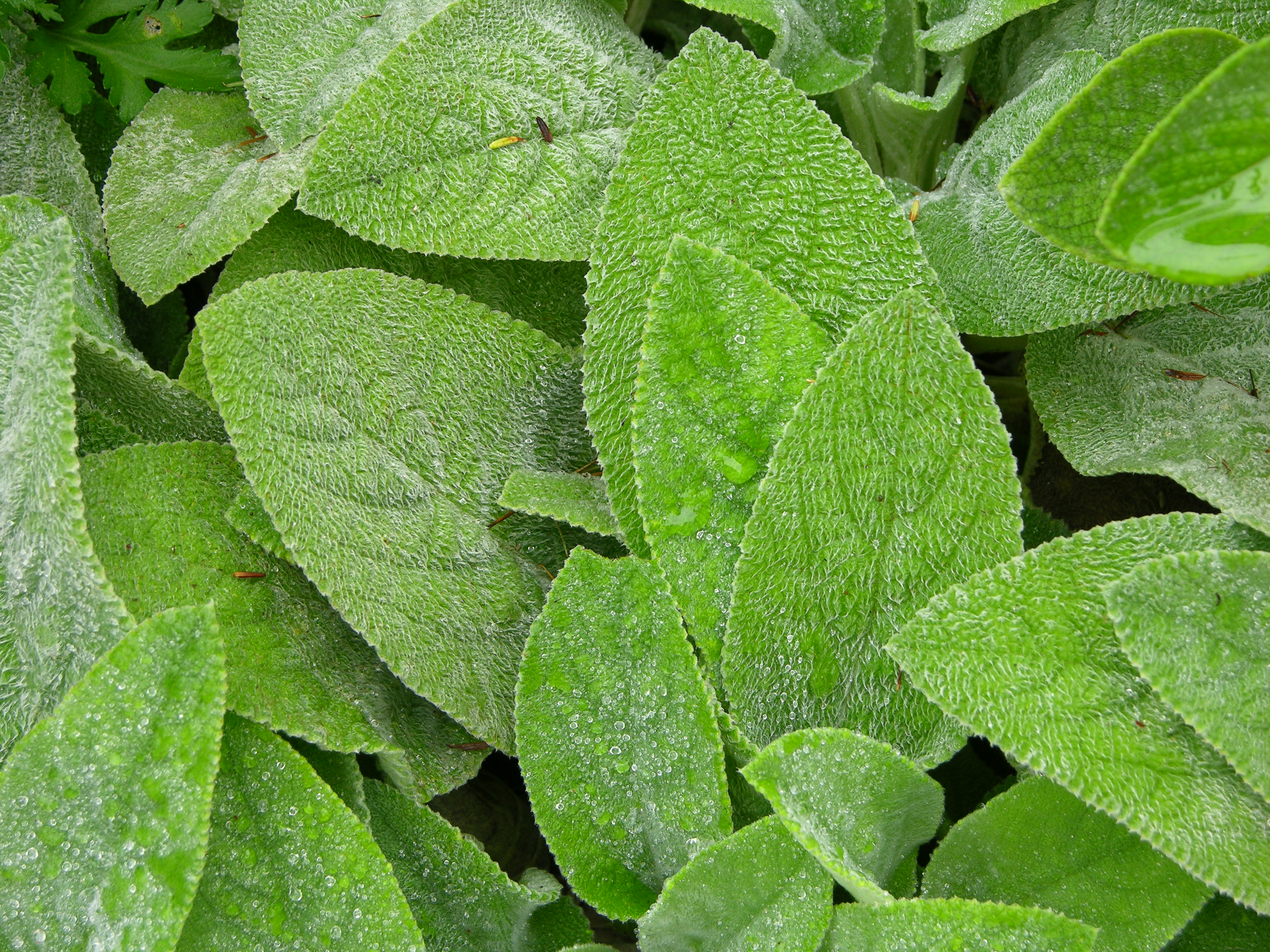
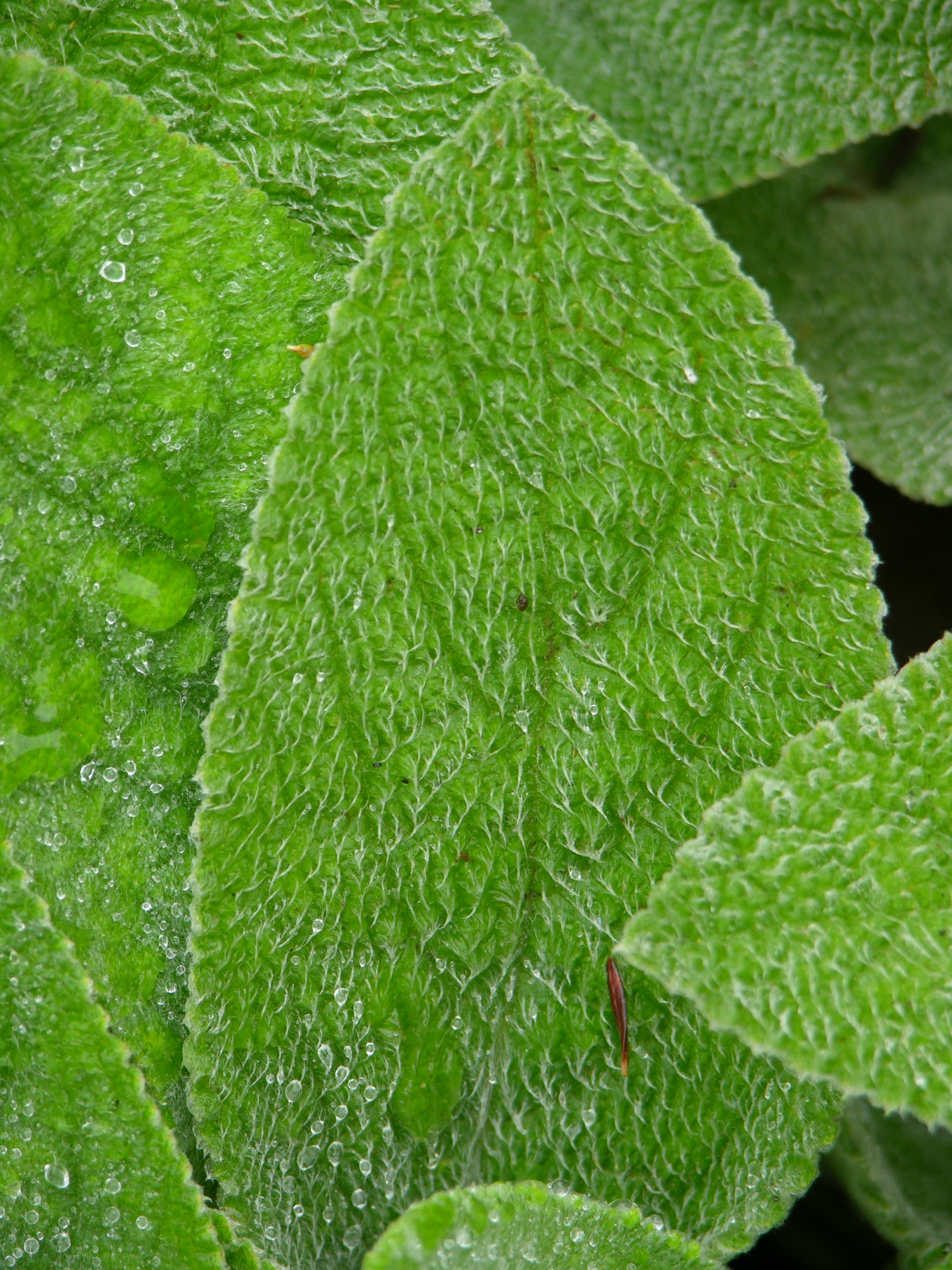
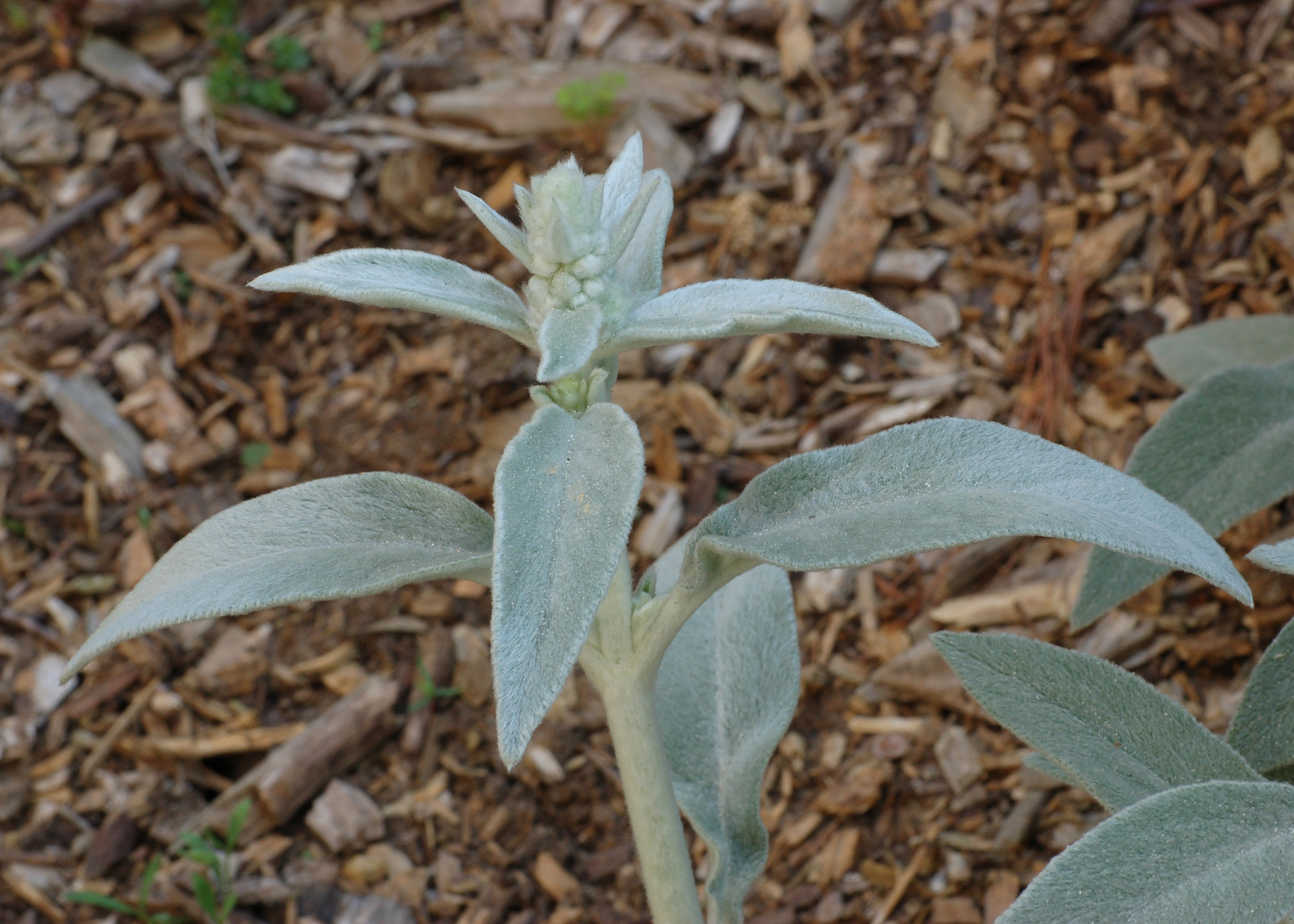